# گرانت باولر
گرانت باولر (انگلیسی: Grant Bowler؛ زادهٔ ۱۸ ژوئیهٔ ۱۹۶۸) یک هنرپیشه اهل استرالیا است.
از فیلم‌ها یا برنامه‌های تلویزیونی که وی در آن نقش داشته است می‌توان به آدمکش ویژه ، کانال جاده و اطلس شورید: قسمت اول اشاره کرد.